# Agrilus buambanus
Agrilus buambanus é uma espécie de inseto do
género Agrilus, família Buprestidae, ordem Coleoptera.
Foi descrita cientificamente por Obenberger, 1931.